# Jelyzaveta Ruban
Jelyzaveta Ruban (ukrainska: Єлизавета Рубан), född 3 mars 1995 i Tjernihiv i Ukraina, är en azerisk volleybollspelare (vänsterspiker).
Ruban är född i Ukraina och representerade landet både på junior- och seniornivå, men har representerade Azerbajdzjan på seniornivå sedan 2015, hon fick azeriskt medborgarskap 2014. Hon har spelat för klubbar i Ukraina, Azerbajdzjan, Italien, Turkiet och Rumänien. Hon gifte sig 2019 med den serbiska fotbollsspelare Jovan Krneta. Hon har även använt efternamnet Samadova.